# Ooststellingwerf
Ooststellingwerf község Hollandiában, Frízföld tartományban. Lakosainak száma 25 464 fő (2021. január 1.).

## Földrajza
Ooststellingwerf Weststellingwerf községgel határos.